# Wergeld

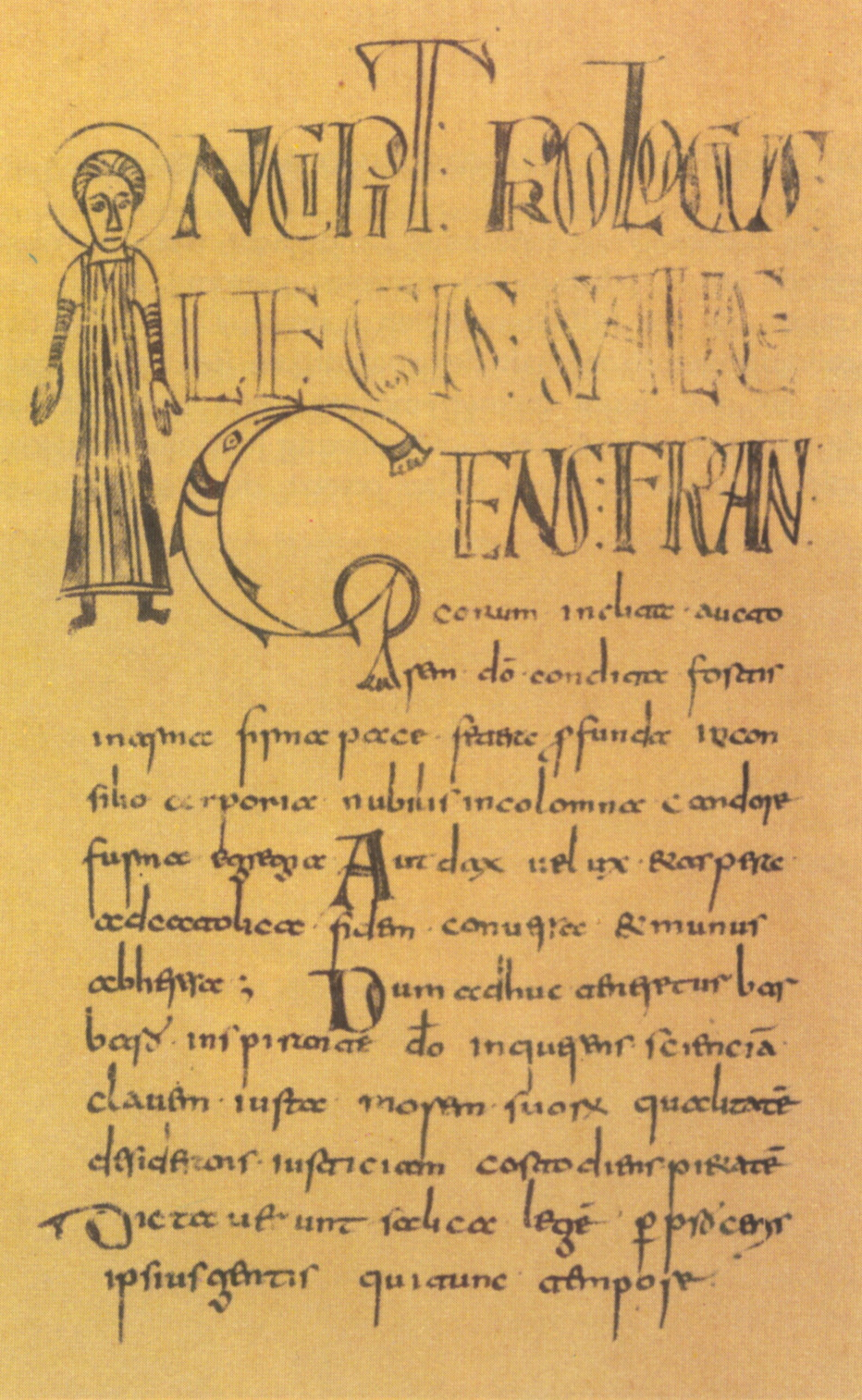
Sálský zákoník z roku 793

Wergeld (také wergild, weregild, weregeld) byl v germánském zvykovém právu finanční kompenzací za porušení osobních práv (nejčastěji zranění či zabití příbuzného), který měl předcházet krevní mstě. Obecně se tento institut v literatuře označoval také jako krvavý peníz, jeho obdoba u Slovanů se nazývala hlava.
V případě, že došlo k zabití, zranění nebo když byla nějaká věc odcizena (ukradena), mohla poškozená strana po pachateli vymáhat náhradu za utrpěnou škodu, která byla stanovena právě wergeldem. Pomocí tohoto institutu se předcházelo krevní mstě (v raně středověké germánské společnosti velmi rozšířené), kdy místo zásady oko za oko, zub za zub pachatel zaplatil pokutu a tím se ze svého činu vykoupil.
Sazby se lišily podle společenského postavení, pohlaví či kmenové příslušnosti. Právní prameny uvádějí pro langobardskou šlechtu velký gasind (300 solidů) a malý gasind  (200 solidů). V germánském společenství mohl být wergeld Římana i poloviční wergeldu Franka. Pro jejich závratnou výši je lze považovat i za prostředek trestní prevence. Při opětovném zavedení římského práva během 9.–12. století wergeld postupně nahradil trest smrti.

## Původ názvu
Výraz wergeld je složeninou anglosaských slov were (člověk) a geld (poplatek, ze stejného základu vychází např. staročeský výraz pro clo ungelt či německý výraz pro peníze Geld).

## Wergeld v literatuře
Wergeld několikrát zmiňuje J. R. R. Tolkien ve svém díle Pán prstenů. V Letopisech králů a vládců je popsána záchrana prstenu Isildurova rodu, kdy jej vykupují Dúnadani.
| „                                             | Toto je věc, jejíž cenu nemůžeš vyčíslit, jen pro samu její starobylost. Nemá žádnou moc, jen úctu, ve které ji chovají ti, kdo milují můj rod. Nepomůže ti, ale budeš-li kdy v nouzi, mí příbuzní ji vykoupí velkým množstvím všeho, po čem toužíš. | “ |
| — Král Arvedui v hovoru s náčelníkem Lossothů | |   |

Správce Túrin II. Gondorský posílá králi Rohanu Folcwinovi bohatou odplatu ve zlatě za smrt jeho dvou synů, kteří padli při obraně Gondoru.